# Albert Mohler
Richard Albert Mohler Jr. (Lakeland, Florida, Estados Unidos, 19 de octubre de 1959) es un teólogo histórico estadounidense,  el noveno presidente del Seminario Teológico Bautista del Suroeste en Louisville, Kentucky y presentador del podcast The Briefing donde analiza diariamente las noticias y los eventos recientes de un Perspectiva cristiana. 

## Biografía

### Educación y vida personal
Mohler nació en Lakeland, Florida, Estados Unidos, el 19 de octubre de 1959. Durante sus años en Lakeland asistió a la Iglesia Bautista Southside.  Mohler asistió a la Universidad Atlántica de Florida en Boca Ratón en el condado de Palm Beach como becario de la facultad. Luego recibió una Licenciatura en Artes de la Universidad de Samford , una universidad privada y mixta afiliada a los bautistas en Birmingham , Alabama . Sus títulos de Maestría en Divinidad y Doctor en Filosofía en teología sistemática e histórica fueron conferidos por el Seminario Teológico Bautista del Suroeste.

### Carrera
Además de su presidencia en SBTS, Mohler fue el presentador del Programa Albert Mohler, un programa de radio a nivel nacional "dedicado a involucrar la cultura contemporánea con las creencias cristianas ". Actualmente produce un podcast de noticias entre semana, The Briefing, en el que ofrece comentarios sobre eventos actuales desde un punto de vista cristiano, a menudo proporcionando también un trasfondo histórico.  También transmite regularmente entrevistas con varias personas diferentes en un podcast llamado Thinking in Public. Es exvicepresidente de la junta de Focus on the Family y miembro del Council on Biblical Manhood and Womanhood. Mohler ha presentado conferencias o discursos en una variedad de universidades evangélicas conservadoras.
Mohler se desempeñó como editor de The Christian Index, el boletín quincenal de la Convención Bautista de Georgia . De 1985 a 1993 fue editor asociado de la revista bimensual Preaching Magazine .  Mohler también sirvió en el Consejo Asesor de la Versión Estándar en Inglés (ESV) de la Biblia de 2001. Mohler escribió anteriormente en su blog Crosswalk.com , un sitio web mantenido por Salem Web Network de Richmond, Virginia.  Mohler actualmente bloguea en su sitio web, donde sus podcasts también se pueden escuchar de forma gratuita. 
En 2018, Mohler calificó la agitación en la Convención Bautista del Sur como el "propio momento horrible #MeToo" de la SBC y dijo que se derivaba de "una conspiración de silencio no organizada" sobre la conducta sexual inapropiada y el abuso.  Escribió que los "problemas de la SBC son mucho más profundos y amplios" que la controversia que rodea a Paige Patterson , quien había sido trasladada ese día de presidenta a presidenta emérita del Southwestern Baptist Theological Seminary. 
A principios de 2019, los explosivos informes periodísticos de abuso sexual por parte de líderes de la iglesia y voluntarios sacudieron la Convención Bautista del Sur, y Mohler pidió investigaciones independientes de terceros.  Pocos días después del informe de 2019 del Houston Chronicle sobre denuncias de cientos de casos de abuso sexual (algunos de los cuales no fueron denunciados a las fuerzas del orden),  Mohler se disculpó en una entrevista con el periódico por apoyar a un líder religioso acusado. de ayudar a ocultar los abusos sexuales en su antigua iglesia.  Algunos han elogiado a Mohler, mientras que otros han cuestionado el momento y las motivaciones de estos comentarios. Un día después de las declaraciones de Mohler al Houston Chronicle, su oficina del Seminario Teológico Bautista del Sur emitió una declaración relacionada con él. 

### Seminario Teológico Bautista del Sur
Mohler se unió al personal del Seminario Teológico Bautista del Sur en Louisville, Kentucky, en 1983 como Coordinador de Apoyo a la Fundación. En 1987, se convirtió en Director de Financiamiento de Capital, cargo que ocupó hasta 1989. De 1983 a 1989, cuando aún era estudiante, se desempeñó como asistente del entonces presidente Roy Honeycutt.  En febrero de 1993, Mohler fue nombrado noveno presidente del seminario por el consejo de administración de la institución para suceder a Honeycutt. 

### Teología y otras religiones
En 2008, Al Mohler se negó a firmar un Manifiesto Evangélico y publicó una extensa explicación de su decisión.  Mohler es un evangélico y un exclusivista , lo que significa que él cree que Jesús es la única manera a través de la cual un individuo puede alcanzar la salvación o tener una relación con Dios el Padre. Como calvinista , Mohler cree que la salvación humana es un regalo gratuito de Dios que no se puede ganar con la acción o voluntad humana y solo se le da a los elegidos . Ha promovido públicamente esta posición con respecto al judaísmo , el Islam , y catolicismo .  Recientemente declaró que "cualquier sistema de creencias, cualquier visión del mundo, ya sea el budismo zen o el hinduismo o el materialismo dialéctico para el caso, el marxismo , que mantiene cautivas a las personas y les impide llegar a la fe en el Señor Jesucristo, sí, es una demostración del poder satánico ".  Él cree que los musulmanes están motivados por el poder demoníaco  y en los meses posteriores a los ataques del 11 de septiembre de 2001, Mohler caracterizó las visiones islámicas de Jesús como falsas y destructivas:
No soy un especialista en teología islámica. Dejaré que los que están debatiendo si existe o no ese tipo de militancia y cultura guerrera dentro de la teología islámica. Pero quiero decir, como teólogo cristiano, que el mayor problema de la teología islámica es que mata el alma. El mayor problema con el Islam no es que haya quienes matarán el cuerpo en su nombre, sino que miente acerca de Dios [y] presenta un evangelio falso, un no-evangelio… Estas son cosas difíciles de decir. Esto no es educado. 
El mundo secular tiende a ver el Islam como una función de la etnia, lo que significa que tratar de convertir a estas personas al cristianismo es un insulto para ellos. Pero el cristianismo es una fe transétnica, que entiende que el cristianismo no es particular ni está capturado por ninguna etnia, sino que busca llegar a todas las personas. El mundo secular tiende a mirar a Irak y decir, bueno, es musulmán, y eso es solo un hecho, y cualquier influencia cristiana sería solo una forma de imperialismo occidental . El cristiano tiene que mirar a Irak y ver a personas que necesitan desesperadamente el evangelio . Impulsado por el amor y el mandato de Cristo, el cristiano buscará llevar ese evangelio de manera amorosa y sensible, pero muy directa, al pueblo de Irak. 

### Apariciones en los medios
Mohler apareció en MSNBC 's Donahue, el 20 de agosto de 2002. El sujeto fue Christian evangelización de los Judios. Mohler y Michael L. Brown, un judío mesiánico, debatieron este tema, así como la insistencia de Mohler de que la salvación radica exclusivamente en la aceptación personal de Cristo antes del más allá con Donahue, un católico, y el rabino Shmuley Boteach, un judío ortodoxo. 
El 15 de abril de 2003, Mohler fue entrevistado por Time  sobre el tema de evangelizar a los musulmanes iraquíes en forma de grupos de ayuda cristianos.
El 5 de mayo de 2003, Mohler apareció en Fresh Air de NPR con Terry Gross.para discutir el tema de la evangelización de los iraquíes. Lo que estaba en juego era si el pueblo iraquí podía percibir la combinación de evangelizar con ayuda humanitaria básica como agresiva o coercitiva, y si tal percepción, si era generalizada, podría poner en peligro a otros trabajadores humanitarios. Mohler argumentó que el cristianismo bíblico y evangélico no es exclusivamente estadounidense, sino que existe como un movimiento en todo el mundo, por lo que, en su opinión, el testimonio cristiano no debe interpretarse como un movimiento de una nación en contra de la religión de otra. . Al mismo tiempo, sin embargo, Mohler reconoció la necesidad de "sensibilidad" y se distanció de la idea de que la religión coaccionaba. Cuando se le presionó, Mohler expresó su apoyo a la idea de la libertad religiosa como una cuestión teórica de derecho. 
El 18 de diciembre de 2004, Mohler debatió sobre el obispo episcopal retirado John Shelby Spong en Faith Under Fire , un programa presentado por Lee Strobel y que aparece en PAX , una cadena de televisión cristiana. El tema fue la historicidad y veracidad de la Biblia.
El 19 de diciembre de 2013, Mohler apareció en CNN para discutir la controversia en torno a los comentarios hechos por Phil Robertson de Duck Dynasty . El portavoz nacional de GLAAD , Wilson Cruz, también participó en el programa. 

### Compromisos de oratoria
Del 8 al 9 de noviembre de 2004, Mohler habló en la reunión anual de la Convención Estatal Bautista de Florida. 
El 21 de mayo de 2005, Mohler pronunció el discurso de graduación en Union University en Jackson , Tennessee . Mohler les dijo a los graduados que podían mostrar la gloria de Dios diciendo y defendiendo la verdad, compartiendo el evangelio, participando en la cultura, cambiando el mundo, amando a la iglesia y mostrando la gloria de Dios en sus propias vidas. 
El 25 de febrero de 2014, Mohler pronunció una conferencia de foro en el Marriott Center Arena de la Universidad Brigham Young en Provo , Utah . El título de la conferencia de Mohler fue "Fortalecer las cosas que quedan: la dignidad humana, los derechos humanos y el florecimiento humano en una época peligrosa". 

### Domingo de Justicia
Mohler estaba en la junta directiva de Focus on the Family . En este cargo, fue uno de los principales organizadores de Justice Sunday , un evento televisado a nivel nacional desde la Iglesia Bautista Highview , en Louisville, el 24 de abril de 2005. Mohler compartió el escenario con Charles Colson y el fundador de Focus on the Family, James Dobson . El líder de la mayoría del Senado de los Estados Unidos, Bill Frist, apareció en el evento a través de una cinta de video. Otro presentador del programa fue el presidente del Consejo de Investigación Familiar , Tony Perkins .

El propósito de la transmisión fue movilizar a la base conservadora para presionar al Senado de los Estados Unidos para reducir el debate sobre las nominaciones al poder judicial federal hechas por George W. Bush .
Queremos comunicarles a todos que no estamos pidiendo que las personas sean meramente morales. Queremos que sean creyentes en el Señor Jesucristo, porque no solo necesitamos instrucción, necesitamos salvación. Ahora, debido a eso, algo tiene que explicar por qué tomaríamos este tiempo un domingo por la noche para hablar sobre algo como el poder judicial federal. Quiero dejar en claro por qué hay tanta urgencia de que hagamos esto. Es porque hay mucho que es precioso para nosotros, mucho que es esencial para esta civilización, esta cultura, esta gran república democrática está en manos de los tribunales. Y sabemos que eso significa que hay mucho en riesgo. Porque hemos estado mirando. Y hemos ido aprendiendo. Durante demasiado tiempo, los cristianos se han preocupado por elegir a las personas adecuadas para el cargo y luego regresar a casa. Hemos aprendido la importancia del proceso electoral y, sin embargo, también estamos descubriendo que esa tercera rama del gobierno, el poder judicial, es muy, muy importante. Hemos estado viendo los casos judiciales que se avecinan. En 1973,Roe v. Wade [declaró] el derecho de la mujer al aborto. Ahora sabemos, a raíz de esa decisión, que el juez Harry Blackmun , quien fue el autor de la opinión mayoritaria, incluso admitió que estaban decididos a legalizar el aborto, y simplemente acudieron a la Constitución para tratar de encontrar un argumento que pudiera llevarlos a donde querían ir. Y lo hicieron. Ahora, esa fue una llamada de atención para que los estadounidenses dijeran, ahora esperen un minuto, no hay nada en la Constitución sobre el aborto. De ninguna manera los fundadores de esta nación y los redactores de ese documento pretendían que cualquiera pudiera leer esas palabras y encontrar el derecho a matar a los niños por nacer.

-  

## Puntos de vista teológicos

### Iglesia católica y el papado
Mohler cree que la Iglesia católica es una "iglesia falsa" que enseña un "evangelio falso" y que el oficio del Papa no es legítimo.  Durante un podcast del 13 de marzo de 2014 de The Briefing , Mohler declaró que los evangélicos "simplemente no pueden aceptar la legitimidad del papado" y que "hacer lo contrario sería comprometer la verdad bíblica y revertir la Reforma".  Mohler ha denunciado al Papa Francisco por su liderazgo percibido de izquierda. 
Mohler declaró que fue uno de los signatarios originales de la Declaración de Manhattan porque es una declaración ecuménica limitada de convicción cristiana sobre los temas del aborto , la eutanasia y el matrimonio homosexual , y no un documento teológico de amplio alcance que subvierte la integridad confesional. Destacó que firmó el documento a pesar de sus profundos desacuerdos teológicos con la Iglesia católica . 

### La falta deliberada de hijos
Mohler habló en junio de 2004 sobre los adultos casados que optan por no tener hijos.
La Escritura ni siquiera imagina parejas casadas que eligen no tener hijos. La impactante realidad es que algunos cristianos han comprado este estilo de vida y afirman que la falta de hijos es una opción legítima. El auge de los anticonceptivos modernos lo ha hecho tecnológicamente posible. Pero el hecho es que, aunque la revolución anticonceptiva puede hacer posible la falta de hijos, sigue siendo una forma de rebelión contra el diseño y el orden de Dios. 
Mohler también ha criticado los métodos anticonceptivos que previenen la implantación del óvulo fertilizado, que cree que "implica nada menos que un aborto temprano". Ha intentado suscitar una nueva reflexión sobre el tema en la opinión evangélica. 

### Roles de género y sexualidad
En 2017, Mohler firmó la Declaración de Nashville. 

### Yoga
Según Mohler, la práctica del yoga no es coherente con el cristianismo.
Cuando los cristianos practican yoga, deben negar la realidad de lo que representa el yoga o no ver las contradicciones entre sus compromisos cristianos y su aceptación del yoga. Las contradicciones no son pocas, ni periféricas. El simple hecho es que el yoga es una disciplina espiritual mediante la cual el adherente es entrenado para usar el cuerpo como un vehículo para lograr la conciencia de lo divino ... El abrazo del yoga es un síntoma de nuestra confusión espiritual posmoderna ... 
Después de expresar su postura sobre el tema, Mohler declaró que estaba "sorprendido por la profundidad del compromiso con el yoga de parte de muchos que se identifican como cristianos". 

### Libertarismo
Mohler ha argumentado que el libertarismo es idólatra y, como visión global del mundo o principio rector fundamental para la vida humana, es incompatible con los ideales cristianos. Es un defensor de la libertad personal, pero cree que tales libertades pueden plantear problemas cuando se aplican en la esfera política. El libertarismo económico más limitado, por otro lado, puede ser consistente con la "visión global del mundo que propone el cristianismo". 

## Reconocimientos
En 2003 Time lo llamó el "intelectual reinante del movimiento evangélico en los Estados Unidos". Ha sido descrito como "uno de los evangélicos más influyentes de Estados Unidos".

## Obras publicadas

### Libros escritos por R. Albert Mohler Jr.
- Atheism Remix: Un cristiano se enfrenta a los nuevos ateos ISBN  978-1-4335-0497-6
- Cambio cultural: abordar los problemas actuales con la verdad intemporal (preocupaciones críticas de hoy) ISBN 978-1-59052-974-4
- Él no es silencioso: predicando en un mundo posmoderno ISBN 978-0-8024-5489-8 (1 de septiembre de 2008)
- Deseo y engaño: el costo real de la nueva tolerancia sexual ISBN 978-1-60142-080-0 (16 de septiembre de 2008)
- The Conviction to Lead: The 25 Principles for Leadership That Matters , expresa la opinión de que el liderazgo se deriva de la convicción y el carácter moral (2012).
- No podemos estar en silencio: decir la verdad a una cultura que redefine el sexo, el matrimonio y el significado mismo de lo correcto y lo incorrecto ISBN 978-0718032487 (27 de octubre de 2015)
- Hechos 1-12 para ti , primero en un comentario de nivel popular en dos partes sobre el libro de Hechos ISBN 978-1909919914 (The Good Book Company, 2018)
- La tormenta que se avecina: secularismo, cultura e iglesia ISBN 978-1-4002-2021-2 (Thomas Nelson, 2020)

### Libros editados por R. Albert Mohler Jr.
- Educación teológica en la tradición evangélica (Editor, con DG Hart) ISBN 0-8010-2061-1

### Libros en los que R. Albert Mohler Jr. ha contribuido
- Apacienta mis ovejas: una súplica apasionada para predicar ISBN 1-57358-144-5
- La crisis evangélica venidera: desafíos actuales para la autoridad de las Escrituras y el evangelio por R. Kent Hughes (Editor), John MacArthur Jr. (Editor), RC Sproul (Editor), Michael S. Horton (Editor), Albert Mohler Jr. (Editor), John H. Armstrong (Editor) (Moody, 1996) ISBN 0-8024-7738-0
- La Iglesia Comprometida John H. Armstrong (Editor) (Crossway Books, 1998) ISBN 1-58134-006-0
- Por qué soy bautista Tom J. Nettles y Russell D. Moore Eds. Capítulo 6 (p. 58), titulado "Ser bautista significa convicción" (Broadman y Holman, 2001) ISBN 0-8054-2426-1
- Una teología para la iglesia Daniel L. Akin (Editor). Conclusión (p. 927) titulada "El pastor como teólogo" (Broadman y Holman, 2007) ISBN 978-0-8054-2640-3
- Cinco opiniones sobre la inerrancia bíblica por J. Merrick y Stephen M. Garrett, eds. (Zondervan, 2013) ISBN 9780310331360

## Lectura adicional
- " Modelando la modestia " de Mary Mohler
- " Transformar la cultura: la verdad cristiana se enfrenta a la América poscristiana "
- "El ministerio es más extraño de lo que solía ser: el desafío del posmodernismo "
- " La urgencia de la predicación "
- " El patrón bíblico del liderazgo masculino limita el pastoreo a los hombres "
- " ¿Dios da malos consejos? La visión 'abierta' de Dios está en juego "
- " Mantener la fe en una época infiel: la iglesia como minoría moral "
- " La compasión de la verdad: la homosexualidad en perspectiva bíblica "
- " El escándalo de la tumba vacía: la gloria de la resurrección "
- " Considere su llamado: el llamado al ministerio "
- "La seducción de la pornografía y la integridad del matrimonio cristiano" PDF y MP3 .
- Discurso sobre el "Domingo de la Justicia" en MP3
- Russell D. Moore , Vicepresidente Senior de Administración Académica y Decano de la Escuela de Teología en Southern Seminary, presentó un artículo en ETS titulado " Después del patriarcado, ¿qué? ¿Por qué los igualitarios están ganando el debate de género evangélico "